# Francia en los Juegos Europeos de Bakú 2015
Francia participó en los Juegos Europeos de Bakú 2015 con una delegación de 251 deportistas. Responsable del equipo nacional fue el Comité Nacional Olímpico y Deportivo Francés, así como las federaciones deportivas nacionales de cada deporte con participación.
La portadora de la bandera en la ceremonia de apertura fue la tiradora Céline Goberville.

## Medallistas
El equipo de Francia obtuvo las siguientes medallas:
| Nombre | Deporte               | Competición               |
| --- | --------------------- | ------------------------- |
| Oro |                       |                           |
| Joris Daudet | Ciclismo BMX          | Individual M              |
| Iván Trevejo | Esgrima               | Espada ind. M             |
| Daniel Jérent Yannick Borel Iván Trevejo Ronan Gustin                                                                           | Esgrima               | Espada por equipos M      |
| Émilie Andéol | Judo                  | +78 kg F                  |
| Clarisse Agbegnenou Émilie Andéol Laëtitia Blot Gévrise Émane Annabelle Euranie Marie-Ève Gahié Madeleine Malonga Automne Pavia | Judo                  | Equipo F                  |
| Pierre Duprat Alexandre Iddir Loïc Korval David Larose Cyrille Maret Loïc Pietri Florent Urani                                  | Judo                  | Equipo M                  |
| Emilie Thouy | Karate                | Kumite –55 kg F           |
| Lucie Ignace | Karate                | Kumite –61 kg F           |
| Nicolas D'Oriano | Natación              | 1500 m libre M            |
| Nicolas D'Oriano | Natación              | 800 m libre M             |
| Gwladys Épangue | Taekwondo             | +67 kg F                  |
| Valerian Sauveplane | Tiro                  | Rifle 3 posiciones 50 m M |
| Plata |                       |                           |
| Gaëtan Mittelheisser Audrey Fontaine                                                                                            | Bádminton             | Doble mixto               |
| Estelle Mossely | Boxeo                 | Ligero (–60 kg) F         |
| Sofiane Oumiha | Boxeo                 | Ligero (–60 kg) M         |
| Magalie Pottier | Ciclismo BMX          | Individual F              |
| Julie Huin Gaëlle Gebet Jéromine Mpah-Njanga Chloé Jubenot                                                                      | Esgrima               | Florete por equipos F     |
| Marine Jurbert Joëlle Vallez | Gimnasia en trampolín | Sincronizado F            |
| Annabelle Euranie | Judo                  | –52 kg F                  |
| Loïc Korval | Judo                  | –66 kg M                  |
| Steven da Costa | Karate                | Kumite –67 kg M           |
| Sandy Scordo | Karate                | Kata F                    |
| Pauline Mahieu | Natación              | 50 m espalda F            |
| Simon Gauzy Adrien Mattenet Emmanuel Lebesson                                                                                   | Tenis de mesa         | Equipo M                  |
| Laurence Brize | Tiro                  | Rifle 3 posiciones 50 m F |
| Bronce |                       |                           |
| Tony Yoka | Boxeo                 | Superpesado (+94 kg) M    |
| Daniel Jérent | Esgrima               | Espada ind. M             |
| Jean-Paul Tony Helissey | Esgrima               | Florete ind. M            |
| Margaux Rifkiss | Esgrima               | Sable ind. F              |
| Clarisse Agbegnenou | Judo                  | –63 kg F                  |
| Loïc Pietri | Judo                  | –81 kg M                  |
| Cyrille Maret | Judo                  | –100 kg M                 |
| Alexandra Recchia | Karate                | Kumite –50 kg F           |
| Tarik Belmadani | Lucha grecorromana    | 59 kg M                   |
| Mélonin Noumonvi | Lucha grecorromana    | 98 kg M                   |
| Nolwenn Hervé | Natación              | 50 m braza F              |
| Pauline Mahieu | Natación              | 100 m espalda F           |
| Matthias Marsau | Natación              | 200 m mariposa M          |
| Cyrille Carré | Piragüismo            | K1 5000 m M               |
| Alexis Jandar | Saltos                | Plataforma 10 m M         |
| Sarah Loko | Sambo                 | –64 kg F                  |
| Céline Conde | Sambo                 | –68 kg F                  |
| Anthony Terras Lucie Anastassiou                                                                                                | Tiro                  | Skeet mixto               |